# Bulbophyllum bakhuizenii
Bulbophyllum bakhuizenii là một loài phong lan thuộc chi Bulbophyllum.